# Jules Bordier
Jules Bordier   (Angers, 21 de desembre de 1846 - Angers, 29 de gener de 1896) fou un pianista, compositor i director d'orquestra francès.

## Biografia
Jules Bordier va néixer en una família de banquers. El 1877, Jules Bordier va ser cofundador de l'Associació Artística d'Angers. Va portar de París a molts artistes musicals. Els presidents honoraris de l'associació Angevin van ser els músics Gounod, Saint-Saëns i Massenet. Jules Bordier va ser el director dels concerts donats a Angers. A causa de la manca de fons municipals, l'associació va deixar les seves activitats el 1893 i Jules Bordier es va traslladar a París per un temps. Tornant uns mesos més tard a Angers, va fundar de nou a les ruïnes de l'Associació Artística d'Angers, la Societat de Concerts Populars d'Angers, incloent l'Orquestra Nacional del País del Loira. És l'hereu directe. També va ser el director dels populars concerts d'Angers.
Va esdevenir director de les edicions "Baudoux et compagnie" a París.
La seva biblioteca privada de música era una de les col·leccions privades més riques de França. Tots aquests arxius constitueixen avui la col·lecció Jules Bordier de la biblioteca municipal d'Angers.
Jules Bordier està enterrat al cementiri de East Angers.

## Obres
- Nadia, òpera còmica en 1 acte, música de Jules Bordier, París, Òpera popular, 25 de maig de 1887.
- La núvia del mar (1895)
- Dotze melodies per cantar
- Danse macabre per a violí.